# Capis curvata
Capis curvata là một loài bướm đêm trong họ Noctuidae.